# Blarang
Blarang is een bestuurslaag in het regentschap Pasuruan van de provincie Oost-Java, Indonesië. Blarang telt 4639 inwoners (volkstelling 2010).